# Stoney Middleton
Stoney Middleton – wieś w Anglii, w hrabstwie Derbyshire, w dystrykcie Derbyshire Dales. Leży 41 km na północ od miasta Derby i 221 km na północny zachód od Londynu. Miejscowość liczy 750 mieszkańców.